# Admiralstabsarzt (Bundeswehr)
Admiralstabsarzt (dobesedno nemško Admiralštabnizdravnik; okrajšava: AdmStArzt; kratica: ADMSA) je specialistični admiralski čin za sanitetne častnike zdravniške oz. zobozdravstene izobrazbe v Bundesmarine (v sklopu Bundeswehra). Čin je enakovreden činu generalmajorja oz. Generalstabsartza (Heer in Luftwaffe) in činu kontraadmirala (Marine).
Nadrejen je činu Admiralarzta in podrejen činu Admiralarzta. V sklopu Natovega STANAG 2116 spada v razred OF-7, medtem ko v zveznem plačilnem sistemu sodi v razred B7.

## Oznaka čina
Oznaka čina je enaka oznaki čina kontraadmirala, pri čemer ima na vrh oznake dodano še oznako specializacije: Eskulapova palica (dvakrat ovita kača okoli palice).
Galerija
- Narokavna oznaka - zdravnik